# グリーゼ436b
グリーゼ436b（Gliese 436bまたはGJ 436b）は、赤色矮星グリーゼ436の周りを公転する、海王星程度の大きさの太陽系外惑星である。2009年2月時点では、CoRoT-7bに次ぎ、主星の前面を通過する惑星としては2番目に小さかった。

## 発見
グリーゼ436bは、2004年にポール・バトラーとジェフリー・マーシーの率いるカーネギー研究所とカリフォルニア大学バークレー校の惑星探査チームによって発見された。かに座55番星eとともに、下限の質量が海王星程度の新しい分類の惑星となった。
2005年1月11日には、NMSUによって、恒星の前面を通過(トランジット)する様子が自動記録されたが、この出来事は当時は全く気にされなかった。2007年にグリオンらは、地球に対して恒星の前面を通過したり掠めたりする惑星について観測を行なった。トランジットの観測によって、グリーゼ436bの正確な質量と半径はどちらも海王星と近いことが明らかとなり、グリーゼ436bはそれまで発見された中で最も小さい太陽系外惑星であることが分かった。直径は、海王星より約4000km、天王星より約5000㎞大きく、質量も海王星より若干大きい。主星から400万㎞の軌道を公転しており、これは太陽と水星の平均距離よりも15倍近い。

## 物理的な特徴

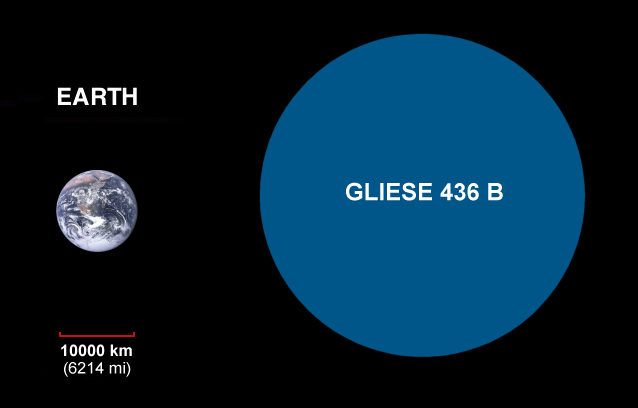
グリーゼ436bと地球の大きさの比較

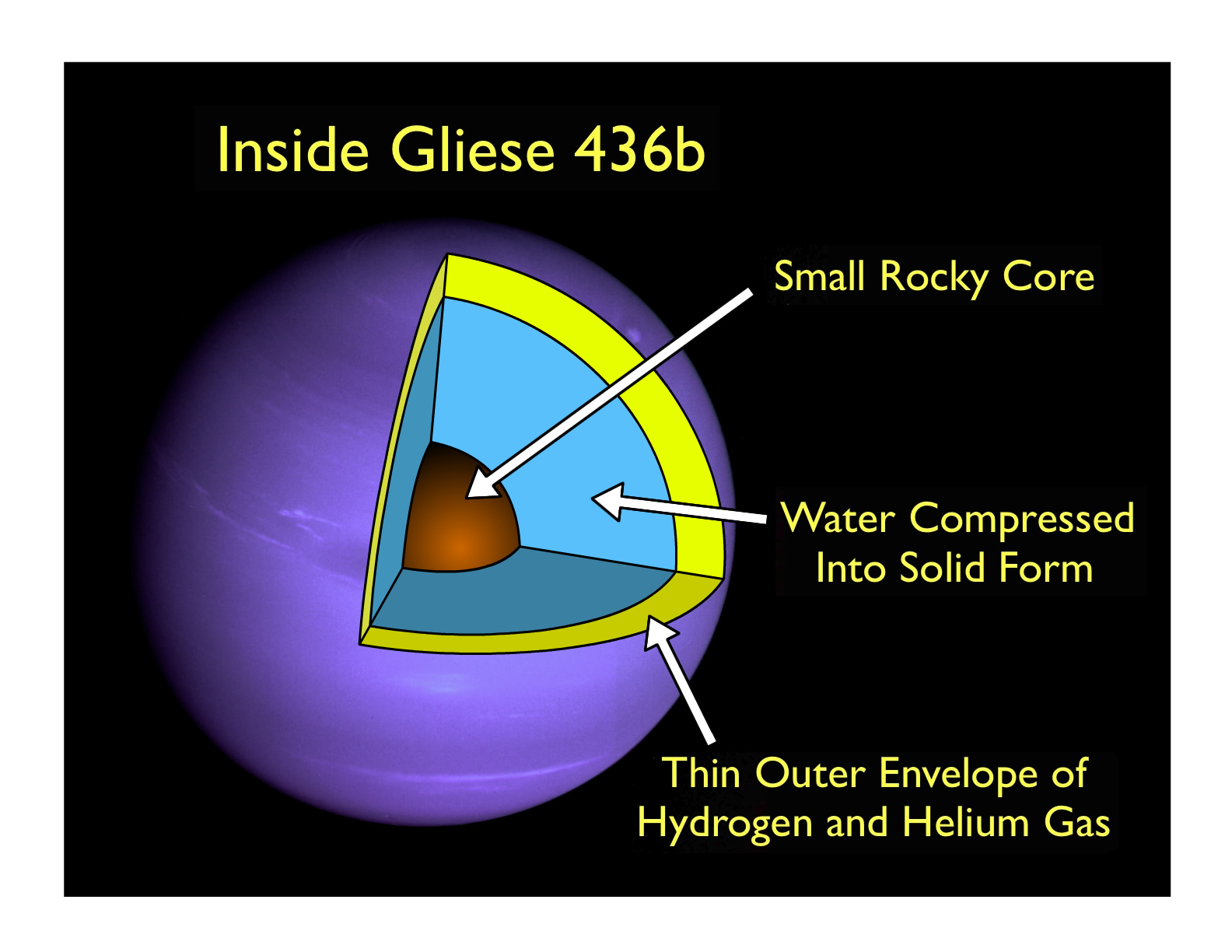
グリーゼ436bの内部の推定構造

グリーゼ436bが主星の背後に隠れる二次食の観測から、表面温度は712Kと測定されている。この温度は、熱源が恒星からの放射だけである場合に予想される520Kよりもかなり高い。潮汐力からくるエネルギー全てでを合わせても、温度に対してこれほどの影響を与えることはなく、発見者らは温室効果の影響だと推定している。
主な構成成分は、初めのうちは様々な高圧状態の熱い「氷」であり、惑星の重力の影響で高温にもかかわらず固体状態になっていると考えられた。この惑星は、木星型惑星として今とは違った場所で形成され、内側の軌道まで移動してきたと考えられている。そして今の位置まで来ると、コロナ質量放出によって、水素の層を吹き飛ばされたと考えられていた。
しかし、半径のよりよい測定値が得られるにつれ、氷だけではその半径に説明がつかないことが分かってきた。惑星の半径を説明するためには、質量の10%に当たる水素とヘリウムからなる大気の層が必要である。この考えで、氷の核を仮定する必要はなくなり、惑星はスーパーアースであると考えられる。
スピッツァー宇宙望遠鏡を用いた惑星の輝度温度の測定からは、この惑星の大気は熱力学的に非平衡な状態である可能性が指摘されている。この観測では、惑星の昼側の大気は一酸化炭素が多く、逆にメタンは少ないことが示唆された。惑星の温度を考慮すると、大気中の炭素は一酸化炭素よりもメタンの状態にいる方が多いと考えられていたため、この結果は予期せぬものであった。
2015年6月には、グリーゼ436bの大気が蒸発していることが報告された。蒸発している大気は惑星の周りに巨大なガスの雲を形成し、主星からの輻射によって14×106kmの長い尾を引いている。

## 軌道の特徴
軌道周期は、わずか2日と15.5時間である。グリーゼ436bの軌道平面は、主星の赤道面とはずれていると推定されている。
グリーゼ436bは比較的大きな軌道離心率を持っているが、惑星系の進化モデルとは一致しない。長い期間にわたってこの離心率を維持するためには、他の惑星の存在を考える必要がある。
2017年12月にネイチャー誌に発表された論文では、グリーゼ436bの軌道は主星の赤道面に対してほぼ垂直であるという報告がされている。これによると、この惑星が持つ大きな軌道傾斜角と離心率は、未検出の惑星との重力的な相互作用の結果だと考えられる。この重力的な相互作用ではグリーゼ436bの軌道の内側への移動も起こったとされ、これによって大気の散逸が引き起こされたと考えられる。

## 名称
2022年、ジェイムズ・ウェッブ宇宙望遠鏡の優先観測目標候補となっている太陽系外惑星のうち、20の惑星とその親星を公募により命名する「太陽系外惑星命名キャンペーン2022（NameExoWorlds 2022）」において、グリーゼ436とグリーゼ436bは命名対象の惑星系の1つとなった。このキャンペーンは、国際天文学連合（IAU）が「持続可能な発展のための国際基礎科学年（IYBSSD2022）」の参加機関の一つであることから企画されたものである。2023年6月、IAUから最終結果が公表され、グリーゼ436はNoquisi、グリーゼ436bはAwohaliと命名された。Noquisiは、チェロキー語で「星」を意味する。Awohaliは、チェロキーが「鷲」を表す言葉の一つで、戦士の祈りを太陽に届ける鷲が、部族と偉大な魂のつながりの証として太陽が口づけた尾羽を持ち帰る、というチェロキーの伝説に由来し、尾羽は、グリーゼ436bで検出された、彗星の尾のように散逸する大気を暗示する。

## 主な論文
- JR Minkel (2007年10月2日). “How Do Artists Portray Exoplanets They've Never Seen?”. サイエンティフィック・アメリカン
- Astronomers Detect Shadow Of Water World In Front Of Nearby Star (from Science Daily)